# Эльштейн, Натан Владимирович
Ната́н Владимирович Эльште́йн (эст. Natan Elštein; 7 марта 1929, Кишинёв, Бессарабия — 26 октября 2005, Таллин, Эстония) — советский и эстонский врач, гастроэнтеролог, деонтолог, доктор медицинских наук (1967), профессор (1972). 
Заслуженный врач Эстонии (1975), лауреат Государственной премии Эстонской ССР (1980). 
В 1998 году награждён знаком «За заслуги перед г. Таллин». Почётный гражданин Таллина (1998). 4 февраля 2002 года награждён Орденом Эстонского Красного Креста III степени .

## Биография
Натан Эльштейн родился в 1929 году в Кишинёве. В 1951 году окончил Черновицкий медицинский институт (в котором также выступал аккордеонистом институтского джаз-оркестра) и был направлен на работу в Эстонию. В 1962—1968 годах — главный терапевт Таллина, в 1968—1991 годах — главный терапевт Министерства здравоохранения Эстонской ССР. Одновременно в 1967—1996 годах заведовал отделением гастроэнтерологии Института экспериментальной и клинической медицины в Таллине, с 1996 года — консультант института.
В 1982—1993 годах — научный директор регионального Центра Всемирной организации здравоохранения (ВОЗ) в Эстонии. В 1970—1995 годах — председатель Эстонского научного общества терапевтов. Редактор общего отдела «Большой медицинской энциклопедии» (3-е издание), член редакционных советов журналов «Терапевтический архив» (Москва) и «Гастроэнтерология» (Душанбе).
Публиковался с 1955 года. Автор более 280 научных публикаций по внутренним и инфекционным болезням, гастроэнтерологии, деонтологии, медицинской этике, ятрогении, истории медицины, в том числе многократно переиздававшихся монографий «Диалог о медицине», «Медицина и время» и «Ошибки в гастроэнтерологической практике».

## Монографии
- Sapiteede ja maksa haiguste profülaktika ja ravi. — Таллин: Eesti Riiklik Kirjastus, 1964.
- Haiged ja arstid. — Таллин: Valgus, 1965.
- Uni ja unetus. — Таллин: Valgus, 1968.
- Врач, больной и время. — Таллин: Валгус, 1970.
- Soolehaiguste profülaktika ja ravi. — Таллин: Valgus, 1971.
- Терапевты и специализация медицины. — Таллин: Валгус, 1973.
- The Doctor, the Patient, and Time. — Таллин: Периодика, 1979.
- Диалог о медицине. — Таллин: Валгус, 1980 (2-е изд.), 1983 (3-е изд.), 1984 (4-е изд.), 1986 (5-е изд.), 1990 (6-е изд.). На эстонском языке: Vestlus meditsiinist. — Таллин: Периодика, 1983. На литовском языке: Dialogas apie medicina. — Вильнюс: Mokslas, 1983. (лит.)
- Sapipõie ja maksahaigused. — Таллин: Valgus, 1987.
- Menschen, Zeit und Medizin. — Таллин: Perioodika, 1983  (нем.) На грузинском языке — Тбилиси: Сабчота Сакартвело, 1988.
- Общемедицинские проблемы терапевтической практики. — Таллин: Валгус, 1983.
- Медицина и время. — Таллин: Валгус, 1989  (эст.); 1990  (рус.).
- Ошибки в гастроэнтерологии. — Таллин, 1991.
- Ошибки в гастроэнтерологической практике: причины, тенденции, профилактика. — М.: Медицинское информационное агентство, 1998.
- Болезни бизнесменов: пути к здоровью. — Таллинн: Folio, 1999.
- Жизнь глазами врача. — Таллин: Ило, 2002. На эстонском языке: Inimesed ja elu läbi arsti silmade. - Таллин: Valgus, 2004 .
- Звезды и магия Парижа: почти личное. — Таллинн: Ingri, 2004.
- Волшебство Парижа: размышления. — Таллин: Ингра, 2005.

### Под редакцией Н. В. Эльштейна
- Актуальные вопросы внутренней медицины. — Таллин: Институт экспериментальной и клинической медицины, 1970.
- Актуальные вопросы современной медицины. — Таллин: Институт экспериментальной и клинической медицины, Минздрав ЭССР, 1973.